# Dicliptera haughtii
Dicliptera haughtii är en akantusväxtart som beskrevs av Emery Clarence Leonard. Dicliptera haughtii ingår i släktet Dicliptera och familjen akantusväxter. Inga underarter finns listade i Catalogue of Life.